# Memorial Población La Legua
El Memorial Población La Legua fue levantado en homenaje a los ejecutados políticos y a los detenidos desaparecidos de la población homónima ubicada al sur de Santiago de Chile, justamente a una legua (5 kilómetros de la Plaza de Armas)  durante la dictadura militar encabezado por el general Augusto Pinochet. Recuerda a las víctimas de una de las poblaciones emblemáticas de Santiago en la resistencia contra la dictadura. Gran parte de los caídos de este sector corresponden a obreros de industrias textiles y militantes de partidos de izquierda.

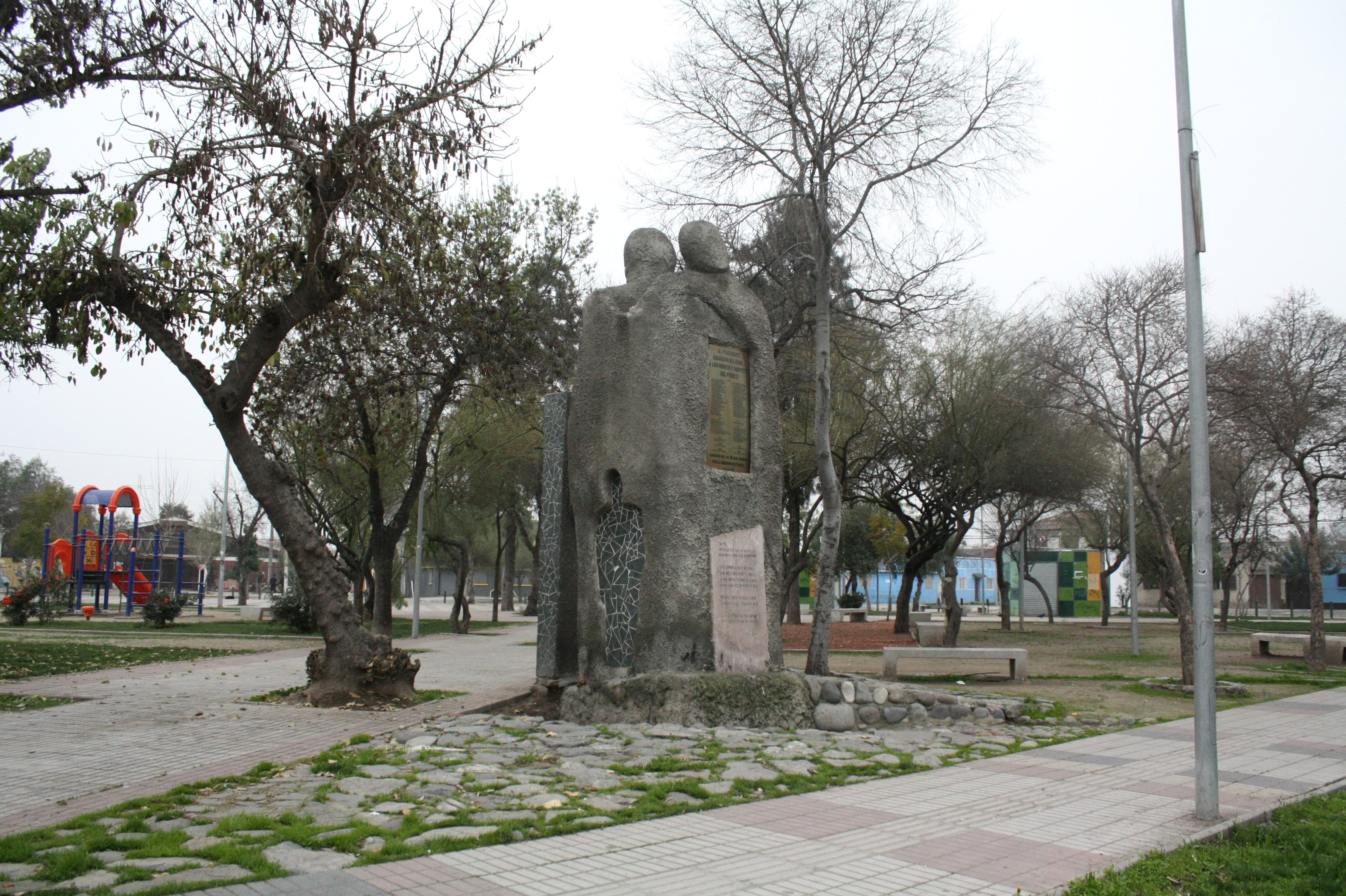
Memorial Población La Legua. Plaza Salvador Allende, comuna de San Joaquín.

## Antecedente Histórico
En La Legua fue uno de los pocos ejemplos donde se resistió y combatió el alzamiento militar que se producía el 11 de septiembre de 1973. Al parecer fue la única comunidad urbana en que sus pobladores rechazaron en combate abierto a las fuerzas militares y de carabineros. Existía en la época en sus inmediaciones la fábrica textil SUMAR y la industria INDUMET, cuyos trabajadores sumados a la población hicieron frente a la represión. De hecho días antes ya se había hecho famosa por resistir por resistir un allanamiento realizado por la Fuerza Aérea, en busca de armas.

## Víctimas
La placa del monumento consigna 76 víctimas, además de mencionar a Salvador Allende. Se señalan cuarenta y nueve muertes en 1973, mismo año del Golpe. La mayoría de éstas obedece a personas sin identidad política, asesinadas durante allanamientos a casas y en la vía pública, en circunstancias que se buscaba reprimir a la población en su conjunto. La persecución a la población ha sido consignada en los informes de verdad, como acciones contras personas dedicadas a la delincuencia.
En 1974 se señala un total de diez víctimas, entre ellas cuatro militantes políticos del Partido Comunista (PC) y del Movimiento de Izquierda Revolucionaria (MIR) de la población, que desaparecen luego de ser apresados por la DINA.
En 1975 se consigna una muerte de una militante del MIR, y en 1976 diez víctimas: siete personas del PC, residentes de la población, desaparecidas a manos de la DINA, un militante del MIR, y dos hermanos sin militancia política conocida. Luego, en 1977 se consignan seis muertes, entre ellas, una niña de 8 años de edad.
Entre los años 1983 y 1987 se señalan cuatro víctimas. Un ejecutado (1984) a manos de un operativo de la CNI contra miembros del Frente Patriótico Manuel Rodríguez, y otros dos (1986-1987) víctimas de la represión en protestas dentro de la población.

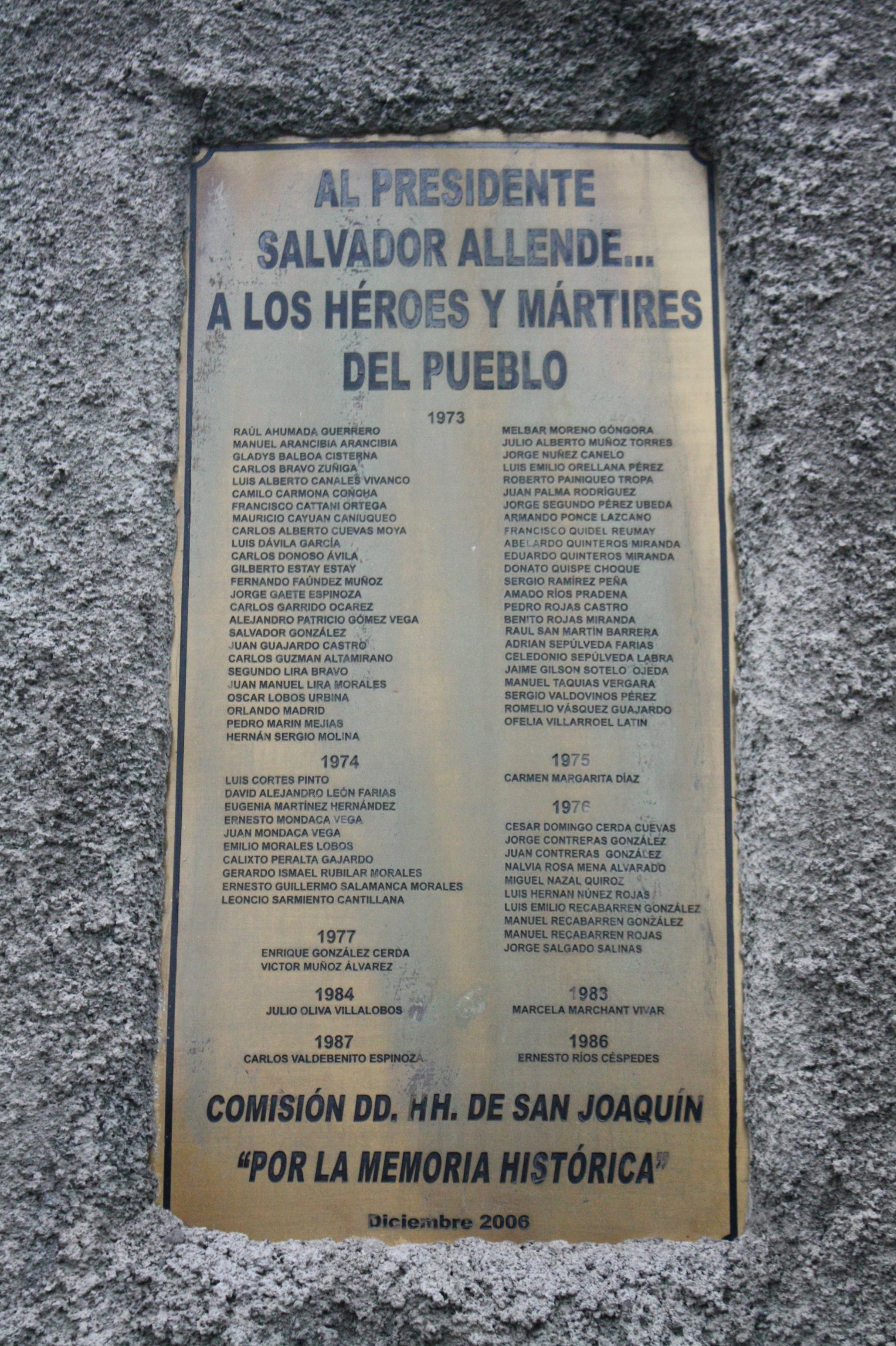
Placa del Monumento. “Al Presidente Salvador Allende… a los héroes y mártires del pueblo”

## Obra

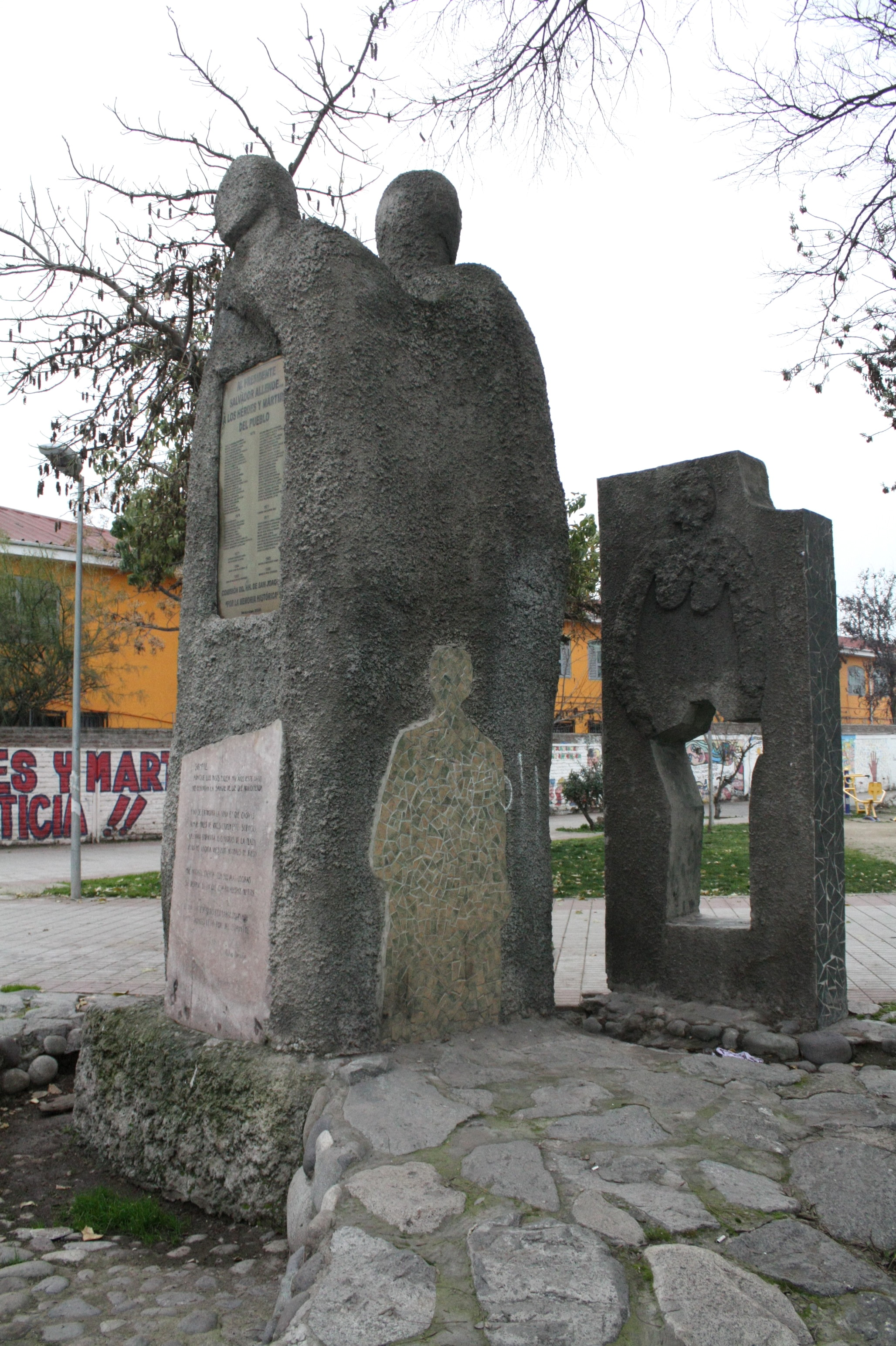
Monumento La Legua

El Monumento de La Legua se encuentra ubicado en la plaza Salvador Allende, entre las calles av. Alcalde Pedro Alarcón, av. Comandante Riesle y calle Los Copihues.
La obra consta de dos figuras antropomorfas de hormigón armado, de color gris y textura rugosa. Tiene más de cinco metros de altura y cubre un área de alrededor de treinta metros cuadrados. El volumen de mayor tamaño evoca a dos personas unidas por un tronco común que parecieran estar dándose un abrazo.El otro volumen corresponde a una tercera figura humana que se encuentra alejada de las otras. Esta última tiene un vacío en su centro, el cual representa la forma de un torso humano. La obra fue construida en su totalidad en el mismo sitio de emplazamiento.
El algunas partes, el monumento tiene incrustaciones de mosaicos, técnica utilizada con cierta frecuencia en las memorializaciones de la izquierda postdictadura, como ha sido el caso de Villa Grimaldi y el memorial de Paine.
La figura central del monumento tiene dos placas. La instalada en la parte superior es de bronce y se titula “Al Presidente Salvador Allende… a los héroes y mártires del pueblo”, seguido de setenta y seis nombres ordenados por orden alfabético del apellido y agrupados por año, entre 1973 y 1986. El orden alfabético de los nombres es un modelo comúnmente utilizado en los homenajes de derechos humanos en Chile.
Los nombres de la placa incluyen cincuenta y cuatro personas de las que no se conoce su identidad política, y que fueron asesinadas durante allanamientos a casas y en la vía pública, en su gran mayoría en los primeros meses después del Golpe Militar. Estas muertes han sido adjudicadas a la represión que sufrió la población en su conjunto.

La segunda placa es en realidad una piedra que está incrustada en la pieza de hormigón. Se trata de una piedra conmemorativa que se instaló en 1990 en la plaza, con la inscripción "A los héroes y mártires del pueblo". Actualmente, esta piedra tiene inscrito parte de un poema del Canto General de Pablo Neruda.

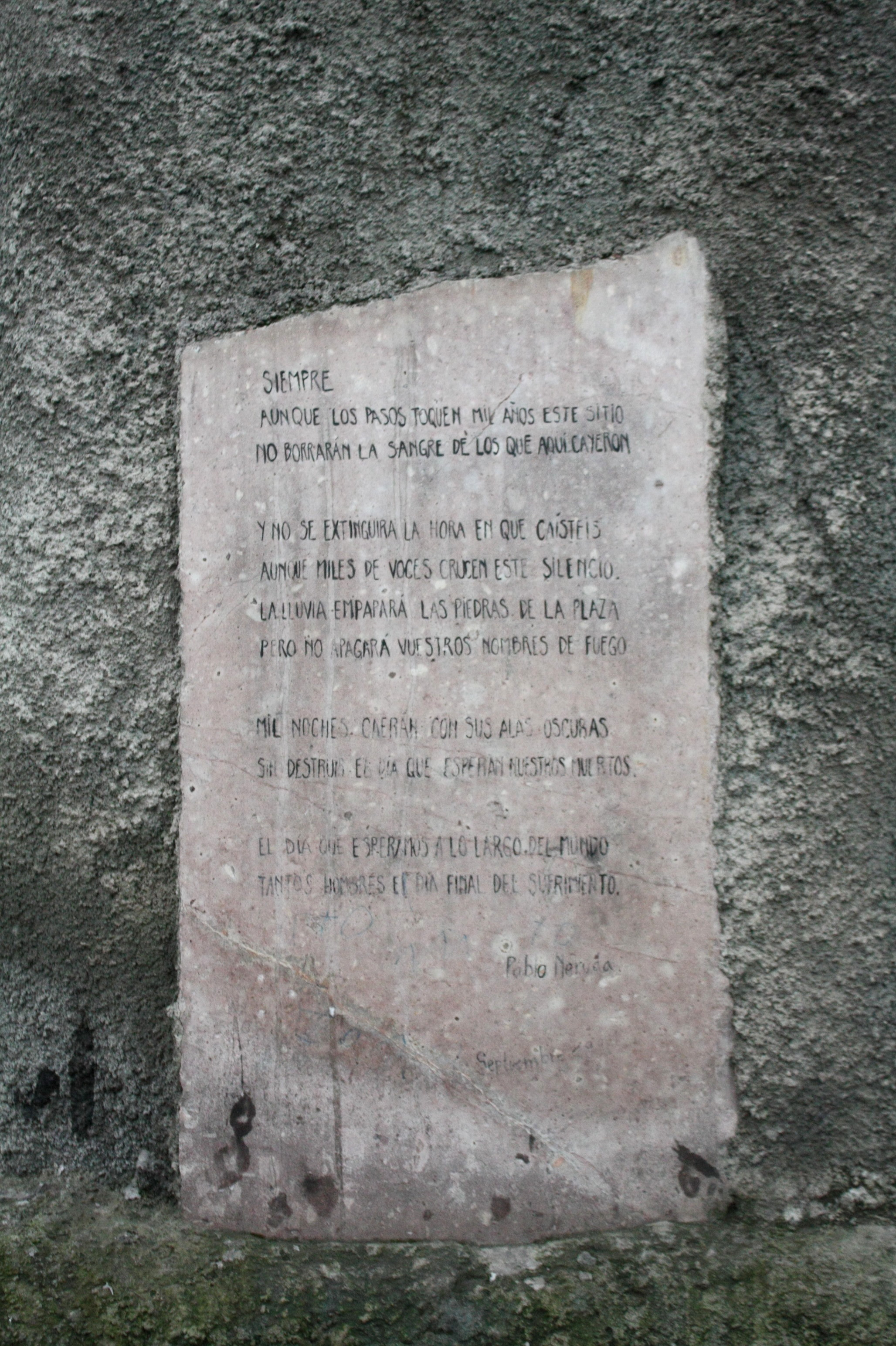
Monumento La Legua. Primera piedra, 1990

Aunque los pasos toquen mil años este sitio, / no borrarán la sangre de los que aquí cayeron / Y no se extinguirá la hora en que caísteis, / aunque miles de voces, crucen este silencio. / La lluvia empapará las piedras de la plaza / pero no apagará vuestros nombres de fuego. / Mil noches caerán con sus alas oscuras, / sin destruir el día que esperan estos muertos. / El día que esperamos a lo largo del mundo / tantos hombres el día final del sufrimiento. / Un día de justicia conquistada en la lucha, / y vosotros, hermanos caídos, en silencio, estaréis con nosotros en ese vasto día / de la lucha final, en ese día inmenso. 
En 1981, en dictadura, Illapu, grupo chileno de la vertiente Nueva Canción, publicó una versión cantada del poema en su álbum escrito en el exilio. El 2006, año en el que se inaugura el memorial, Illapu participa de la inauguración del monumento.

## Objetivo de la Obra
La idea de crear un monumento a los pobladores que fueron asesinados por la dictadura nace en el seno de una de las familias de la Población La Legua, la familia Salamanca. Ellos conformaron alrededor del año 2003 la Comisión por los Derechos Humanos de San Joaquín, organización formalmente promotora del memorial. Sin embargo, ya desde inicios de los años 1990 los padres de la familia Salamanca, habrían tenido la intención de crear una obra conmemorativa de gran volumen en la plaza de la Población. En un inicio, el homenaje se pensaba para sus dos hijos desaparecidos y sus compañeros de partido de las Juventudes Comunistas, desaparecidos y ejecutados en dictadura. La familia instaló como primer hito, una piedra conmemorativa en 1990 en la plaza Salvador Allende.
El año 2003, se comenzó a construir la escultura de hormigón armado, sobre la piedra., la que tardó tres años en concretarse. La dirección artística de la obra estuvo a cargo de la escultora Silvana Zúñiga, y la construcción fue colectiva participando miembros de la familia Salamanca, colaboradores del sector y también de otras comunas.
La obra se inauguró el 10 de diciembre de 2006 en un evento multitudinario, que coincidió con el día en que murió el exdictador Augusto Pinochet Ugarte.
La escultora y la familia quisieron representar la “Ausencia”, el “Dolor” y la “Presencia”, con la obra. Las dos primeras mediante la figura de cuerpos unidos y erguidos, y la tercera a través de los relieves de cuerpos dinámicos que elevan sus miradas hacia el horizonte.